# Tex Murphy
Tex Murphy is een computerspelserie van Access Software die voor het eerst verscheen in 1989. Spellen in de serie zijn gepubliceerd door Access Software en Atlus voor meerdere platforms.

## Beschrijving
De spelserie is bedacht door Chris Jones en hij is tevens het gezicht van de serie. Hij wordt getypeerd als een privédetective die het moeilijk heeft in een post-nucleair San Francisco, waarbij elementen uit zowel de film noir als het cyberpunkgenre zijn gebruikt.
Detective Tex Murphy wordt in de spellen ingehuurd om onderzoek te doen naar verschillende moorden. In het spel kan de speler aanwijzingen vinden en mensen ondervragen om dichter bij de oplossing van het mysterie te komen.
De spelserie werd geprezen om enkele hoogstaande elementen, zoals het gebruik van hoge VGA-kleuren, gedigitaliseerde opnames van de acteurs, en het gebruik van 3D-omgevingen.

## Spellen in de serie
| Jaar | Titel                                | Platform                              |
| ---- | ------------------------------------ | ------------------------------------- |
| 1989 | Mean Streets                         | MS-DOS, Commodore 64, Atari ST, Amiga |
| 1991 | Martian Memorandum                   | MS-DOS                                |
| 1994 | Under a Killing Moon                 | MS-DOS, Mac OS                        |
| 1996 | The Pandora Directive                | Windows, Mac OS, Linux                |
| 1998 | Tex Murphy: Overseer                 | Windows                               |
| 2014 | Tesla Effect: A Tex Murphy Adventure | Windows, OS X                         |

## Hoorspel
Nadat in 1999 de plannen voor een nieuw spel waren gestrand, gingen bedenker Chris Jones en schrijver Aaron Conners een serie hoorspellen produceren, om zo het verhaal over Tex Murphy door te zetten. De hoorspelserie is in 2001 verschenen als gratis download.